# Val-Morin
Val-Morin ist ein kleines kanadisches Bergdorf mit 2870 Einwohnern (Stand: 2016). Es liegt in der kanadischen Provinz Québec in den als Ski- und Wandergebiet regional bekannten Laurentinischen Bergen.
Der Ort liegt etwa 8 km südöstlich von Sainte-Agathe-des-Monts und 80 km nordwestlich von Montréal.